# ویلم هزنفلد
ویلهلم آلبرت هزنفلد (تلفظ آلمانی[ˈvɪlm ˈhoːzənfɛlt]؛ ۲ مه ۱۸۹۵–۱۳ اوت ۱۹۵۲) معلم مدرسه، افسر ارتش آلمان بود که در پایان جنگ جهانی دوم به درجه هاوپتمن (کاپیتان) ارتقا یافت. او به مخفی کردن یا نجات چندین نفر از مردم لهستان، از جمله یهودیان، در لهستان تحت اشغال آلمان نازی کمک کرد و به ولادیسلاو اشپیلمن، پیانیست و آهنگساز یهودی کمک کرد تا در ویرانه‌های ورشو در ماه‌های آخر سال ۱۹۴۴ زنده بماند، عملی که به تصویر کشیده شد. در فیلم پیانیست محصول ۲۰۰۲. او توسط ارتش سرخ اسیر شد و در سال ۱۹۵۲ در اسارت شوروی درگذشت.
در اکتبر ۲۰۰۷، هوزنفلد پس از مرگ توسط رئیس‌جمهور لهستان لخ کاچینسکی، با نشان صلیب فرماندهی نشان پولونیا رستیتوا تجلیل شد. در ژوئن ۲۰۰۹، هوزنفلد پس از مرگ در یاد وشم (یادبود رسمی اسرائیل برای قربانیان هولوکاست) به عنوان یکی از صالحان در میان ملل شناخته شد.